# 图维尔拉康帕涅
图维尔拉康帕涅（法語：Tourville-la-Campagne）是法国厄尔省的一个市镇，位于该省北部略偏西，属于贝尔奈区。该市镇总面积8.27平方公里，2009年时的人口为928人。

## 人口
图维尔拉康帕涅人口变化图示